# Koreanosaurus (terópodo)
"Koreanosaurus" (“lagarto de Corea”)es el nombre informal dado a un género de dinosaurio terópodo dromeosáurido que vivió a mediados del período Cretácico, hace 110 y 100 millones de años entre el Aptiense y Albiense, de Corea del Sur. En algún tiempo fue referido a Tyrannosauridae y a Hypsilophodontidae. Basado en un fémur solitario, la especie tipo fue nombrada por Kim en 1979, quien en 1993 decidió incluirlo como una especie nueva en Deinonychus, "D." koreanensis. Se ha informado de la presencia de un cuarto trocánter, lo que lo alejaría de Deinonychus y posiblemente de Dromaeosauridae, aunque esto no está confirmado. También ha aparecido bajo el nombre de "Koreasaurus".